# Complex Arp2/3

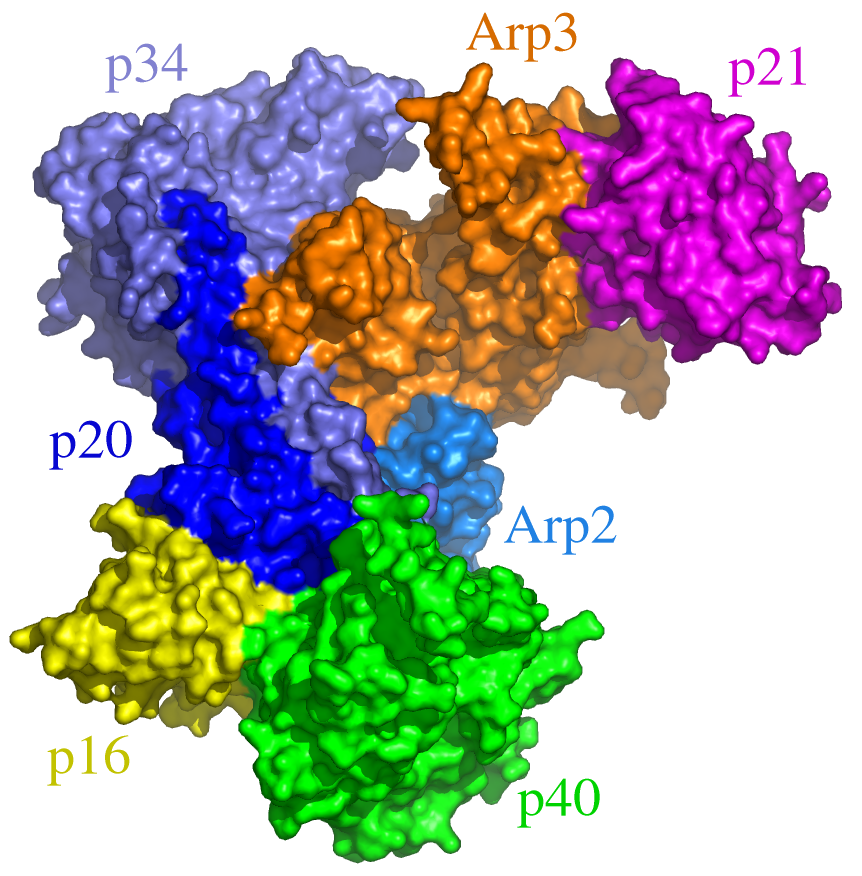
Estructura atòmica del complex Arp2/3 boví (codi PDB: 1k8k). Color de les subunitats: Arp3, taronja; Arp2, blau marí (subunitats 1 & 2 no resoltes i, per tant, no mostrades); p40, verd; p34, blau gel; p20, blau fosc; p21, magenta; p16, groc.

El complex Arp2/3 és una proteïna de set subunitats que té un paper important en la regulació del citoesquelet d'actina. És un component necessari del citoesquelet d'actina i per consegüent és omnipresent a les cèl·lules eucariotes, dotades d'aquest tipus de citoesquelet. Dues de les seves subunitats, les Actin-Related Proteins ("proteïnes relacionades amb l'actina") ARP2 i ARP3 s'assemblen molt a l'estructura de l'actina monomèrica i serveixen de llocs de nucleació per nous filaments d'actina. El complex s'uneix als costats de filaments ja existents ("filaments pare") i inicia el creixement d'un nou filament ("filament fill") a un angle distintiu de 70°del filament pare. Es creen xarxes d'actina ramificada com a resultat d'aquesta nucleació de nous filaments. La regulació de la reconfiguració del citoesquelet d'actina és important per processos com ara la locomoció cel·lular, la fagocitosi o la mobilitat intracel·lular de les vesícules lipídiques.
El complex Arp2/3 fou identificat per primer cop en Acanthamoeba castellanii i des d'aleshores ha estat trobat en tots els organismes eucariotes estudiats.

## Mecanismes de polimerització de l'actina per Arp2/3

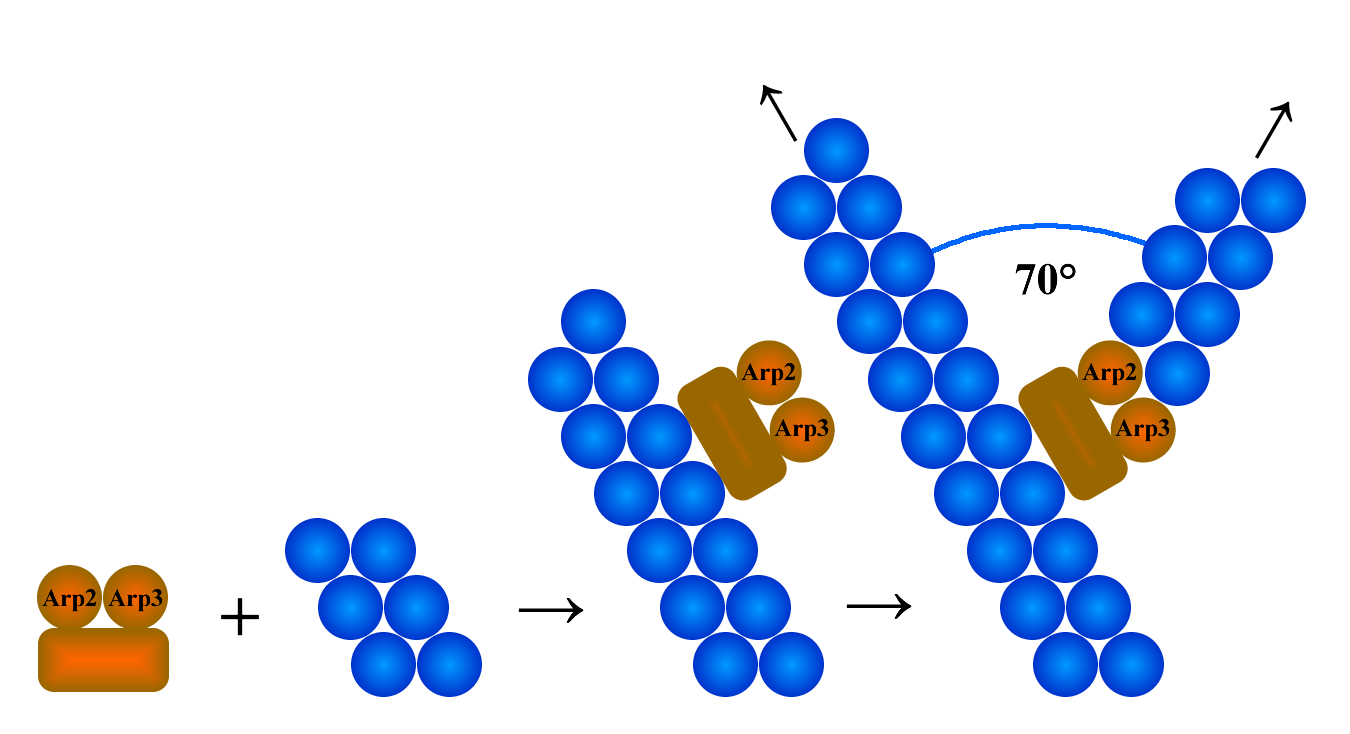
Model de ramificació lateral del complex Arp2/3. El complex Arp2/3 activat s'uneix al costat d'un filament progenitor d'actina. Tant Arp2 com Arp3 formen les dues primeres subunitats del nou filament descendent.

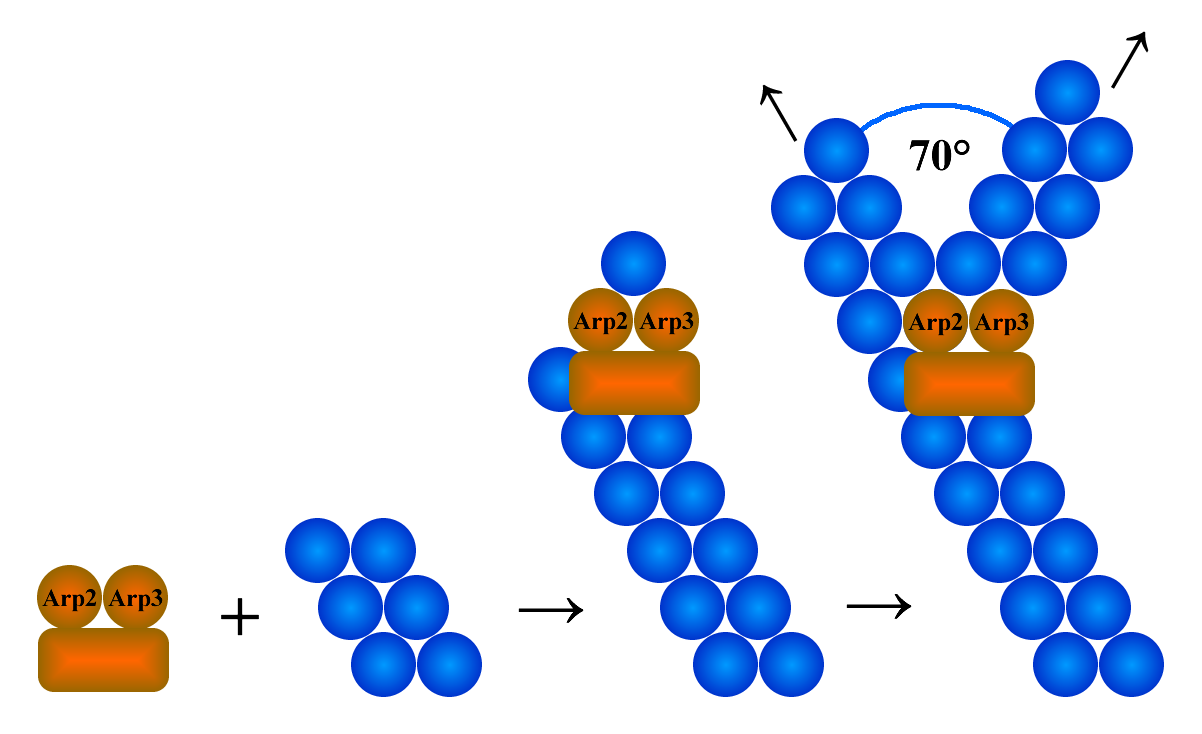
Model de ramificació amb extrem barbat del complex Arp2/3. L'Arp2/3 activat competeix amb les proteïnes d'unió a l'actina per unir-se a l'extrem barbat d'un filament d'actina. L'Arp2 roman unida al filament progenitor, mentre que l'Arp3 es queda a l'exterior. Les dues subunitats d'Arp formen les primeres subunitats de cada branca i les dues branques continuen creixent per addició d'actina G a cada Arp.

Moltes molècules relacionades amb l'actina creen un extrem barbat lliure per la polimerització, tallant filaments preexistents i utilitzant-los com a centres de nucleació. Tanmateix, el complex Arp2/3 estimula la polimerització de l'actina mitjançant la creació d'un nou centre de nucleació. L'activitat de centres de nucleació d'Arp2/3 és activada per membres de la família de proteïnes de la síndrome de Wiskott-Aldrich (proteïnes WASP, N-WASP, WAVE i WASH, per les seves sigles en anglès). El domini V d'una proteïna WASP interacciona amb els monòmers d'actina mentre que la regió CA s'associa amb el complex Arp2/3 per crear un centre de nucleació. Tanmateix, la nucleació de novo seguida de polimerització no és suficient per formar xarxes integrades d'actina, car aquests polímers acabats de sintetitzar no estarien associats amb filaments preexistents. Així doncs, el complex Arp2/3 s'uneix a filaments preexistents de manera que els filaments nous puguin créixer sobre els vells i formar un citoesquelet d'actia funcional.[2] Les proteïnes d'unió a l'actina limiten la polimerització d'actina a la regió activada pel complex Arp2/3, i els extrems dels filaments allargats són recoberts per evitar-ne la despolimerització i conservar el filament d'actina.[3]
El complex Arp2/3 controla simultàniament la nucleació de la polimerització de l'actina i la ramificació de filaments. A més, s'observa autocatàlisi durant la polimerització d'actina mitjançada per Arp2/3. En aquest procés, els filaments acabats de formar activen altres complexos Arp2/3, facilitant la formació de filaments ramificats.
Els mecanismes de polimerització de l'actina per Arp2/3 han estat objecte de debat al llarg dels últims anys. La qüestió és per on s'uneix el complex al filament i com crea un filament «descendent». Històricament s'han proposat dos models per descriure la formació de filaments ramificats:

### Model de ramificació lateral
En el model de ramificació lateral (o nucleació dendrítica), el complex Arp2/3 s'uneix al costat dels filaments preexistents («progenitors») en un punt diferent del lloc de nucleació. Així doncs, Arp2/3 té dos llocs d'unió a l'actina - un que s'uneix al filament d'actina ja existent i l'altre per la nucleació d'un filament ramificat. Investigacions estructurals recents basades en la microscòpia electrònica d'alta resolució[4][12] donen un gran suport a aquest model.

### Model de ramificació amb extrem barbat
En el model de ramificació amb extrem barbat, Arp2/3 s'associa a l'extrem barbat dels filaments creixents, permetent allargar el filament original i formar un filament ramificat,[2] suggerint que s'indueix la ramificació amb la incorporació d'Arp2 i Arp3 en dos filaments d'actina diferents. Aquest model només està basat en l'anàlisi cinètica i no té cap mena de suport de les dades estructurals.

## Usos cel·lulars d'Arp2/3
El complex Arp2/3 sembla molt important en una sèrie de funcions cel·lulars especialitzades que impliquen el citoesquelet d'actina. El complex es troba en regions cel·lulars caracteritzades per una activitat dinàmics dels filaments d'actina; a les copes macropinocítiques, a la vora anterior de les cèl·lules mòbils (lamel·lipodis), i als pegats d'actina mòbils dels llevats.[8] En els mamífers i l'ameba social Dictyostelium discoideum,[9][10] és necessari per a la fagocitosi. També s'ha demostrat que el complex té un paper en la fixació de la polaritat cel·lular i la migració de monocapes de fibroblasts en un model de curació de ferides.[11] A més, organismes enteropatògens com ara Listeria monocytogenes i Shigella utilitzen el complex Arp2/3 per moviments ràpids dependents de la polimerització d'actina. El complex Arp2/3 també regula la mobilitat intracel·lular dels endosomes, els lisosomes, les vesícules pinocítiques i els mitocondris.[6] Estudis recents mostren que el complex Arp2/3 és essencial per una expansió cel·lular polar correcta en les plantes. Mutacions d'Arp2/3 en Arabidopsis resulten en una organització anormal dels filaments, que al seu torn afecta l'expansió dels tricomes, les cèl·lules pavimentoses, les cèl·lules hipocotíliques i les cèl·lules dels pèls vegetals.[5][7]